# Barret frigi

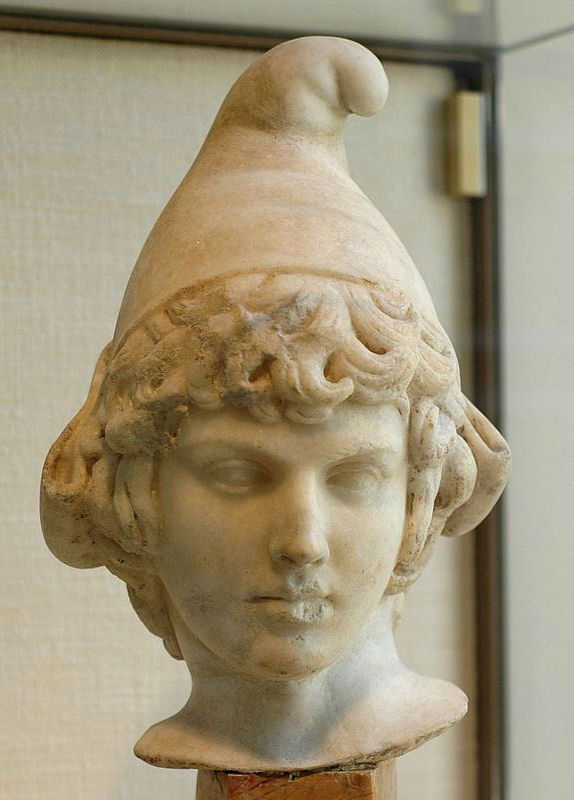
Bust d'Atis duent un barret frigi (marbre de Paros,).

La llibertat guiant al poble, de Delacroix, 1830.

El barret frigi és una lligadura consistent en una espècie de caputxa de forma gairebé cònica, però amb la punta corbada, confeccionada habitualment amb llana o feltre. Certs autors infereixen l'origen de la barretina catalana al barret frigi, però altres especialistes en situen l'origen a la Catalunya mateix.
Aquesta peça ha tingut una estranya història. Deuria tenir l'origen a la regió de Frígia, Àsia Menor, en l'actual Turquia. En l'art grec del període hel·lenístic apareix com a abillament característic dels orientals. És un dels atributs del déu Mitra, o Mitras, en el culte de possible origen iranià conegut com a mitraisme.
En època romana, la gorra frígia (en llatí pilleus que ha donat el català pili) era el distintiu dels lliberts. Va ser utilitzat també simbòlicament pels assassins de Juli Cèsar. Tal vegada per aquesta raó, durant la guerra de la Independència dels Estats Units i la Revolució Francesa va ser adoptat com a símbol de la llibertat.
En un mosaic romà d'Orient de la Basílica de Sant Apol·linar el Nou (segle vi), a Ravenna, els mags d'Orient que van a adorar Jesús duen sengles barrets frigis.
Al segle xix, el barret frigi es consagra definitivament com símbol internacional de la llibertat i el republicanisme. En duu l'al·legoria de la Llibertat que apareix guiant al poble en el conegut quadre d'Eugène Delacroix, de 1830. Marianne, personificació de la República Francesa, duu com a lligadura un barret frigi. Durant els segles xix i xx va ser el símbol en diverses repúbliques.
Figura, com a símbol de la llibertat, en l'escut de diverses nacions llatinoamericanes, com a l'Argentina, Bolívia, Colòmbia, Cuba, Haití, Nicaragua, El Salvador i Paraguai, així com escuts de províncies argentines actuals.